# Parco nazionale e riserva di Wrangell-St. Elias
Il parco nazionale e riserva di Wrangell-St. Elias è un'area naturale protetta e una riserva della biosfera degli Stati Uniti che si trova nella parte meridionale dell'Alaska.
Il parco, il maggiore della nazione, comprende i Monti Wrangell e una vasta porzione dei Monti Sant'Elia, che includono la maggioranza delle vette più alte degli Stati Uniti e del Canada. Il punto più elevato del parco coincide con il monte Saint Elias, che si erge per 5 489 metri sul livello del mare, la seconda vetta più alta sia degli Stati Uniti che del Canada. La zona protetta è stata modellata dalle forze contrastanti legate al vulcanismo e alla glaciazione, grazie ai movimenti generati dalla tettonica a placche. Il monte Wrangell e il monte Churchill figurano tra i principali vulcani di queste catene. Tra i principali ghiacciai presenti nella regione rientra il Malaspina, il più ampio ghiacciaio pedemontano del Nord America, l'Hubbard, il più lungo ghiacciaio di marea in Alaska, e il Nabesna, il più lungo ghiacciaio vallivo del mondo. Il campo di ghiaccio di Bagley copre gran parte dell'interno del parco, che comprende il 60% del terreno permanentemente coperto di ghiaccio in Alaska. Al centro del parco e della riserva ha sede la città di Kennecott, dove l'attività estrattiva di uno dei depositi di rame più ricchi al mondo proseguì dal 1903 al 1938. Gli edifici minerari e gli stabilimenti abbandonati sono stati elevati al rango di monumento nazionale.
Il parco e la riserva sono stati istituiti nel 1980 dall'Alaska National Interest Lands Conservation Act, in seguito alla sua designazione come monumento nazionale il 1º dicembre 1978, dal presidente Jimmy Carter tramite l'Antiquities Act, in attesa di una legislazione definitiva per risolvere l'assegnazione di terreni pubblici in Alaska. Le aree protette sono incluse nel programma sull'uomo e la biosfera e fanno parte del patrimonio dell'umanità dell'UNESCO Kluane/Wrangell-St. Elias/Glacier Bay/Tatshenshini-Alsek, il quale a sua volta include il parco nazionale e riserva di Kluane del Canada a est e il parco nazionale e riserva di Glacier Bay a sud.
Il parco e la riserva formano l'area più grande gestita dal National Park Service con un totale di 53 320,57 km2, una superficie paragonabile in termini di dimensioni quasi all'intera Croazia o all'intera Italia centrale. Di questi, 33 682,58 km² sono designati come parco nazionale e i restanti 19 637,99 km² sono designati come riserva; la principale distinzione tra le aree del parco e della riserva riguarda la pratica della caccia sportiva, consentita esclusivamente nella riserva. La sola area designata come parco nazionale è più ampia dei 47 più piccoli parchi nazionali statunitensi (su 63) messi assieme. Inoltre, i circa due terzi del parco e della riserva costituiscono il maggiore territorio dichiarato incontaminato (wilderness) degli USA.

## Descrizione

### Geografia fisica

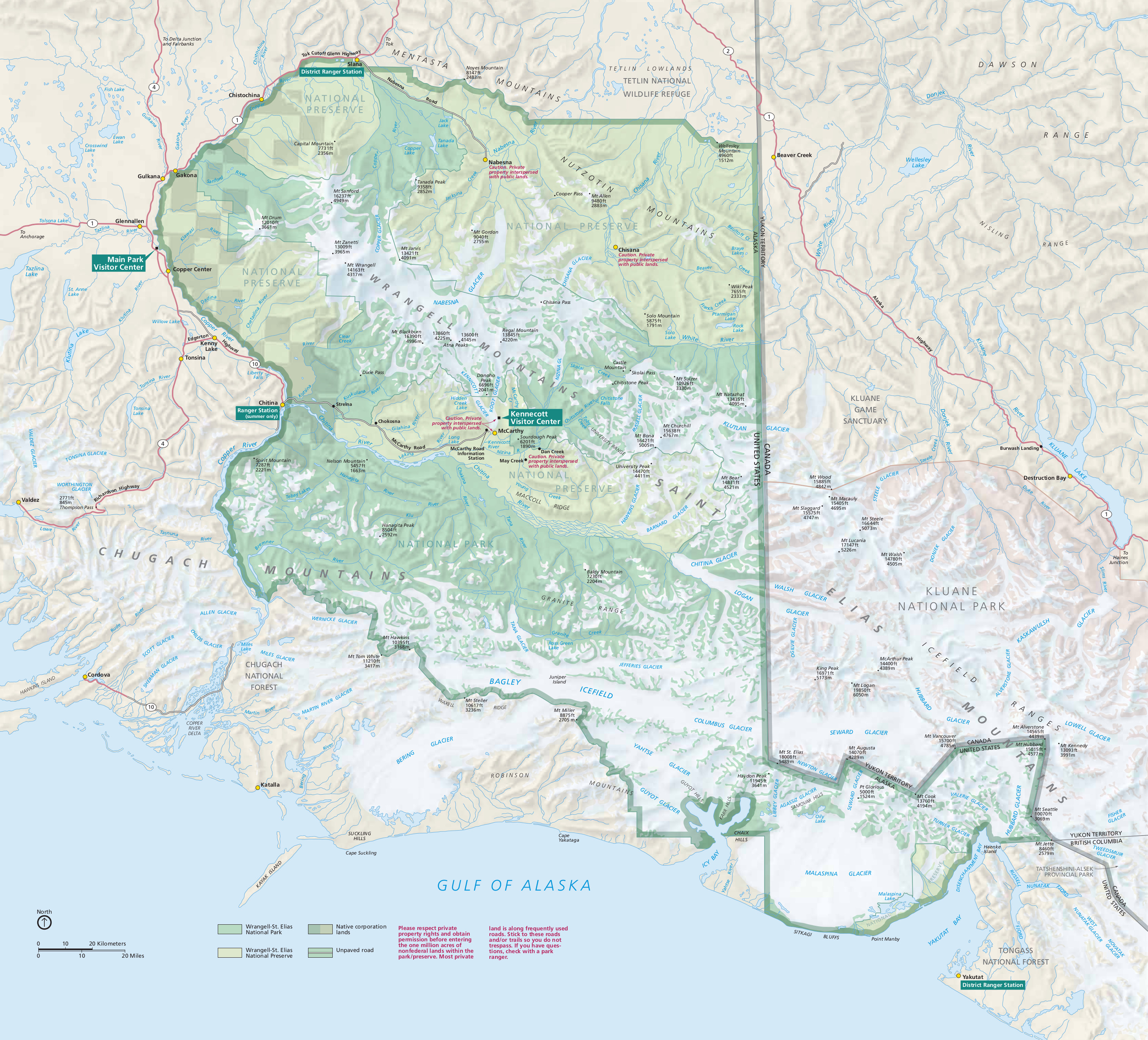
Cartina del parco nazionale di Wrangell–St. Elias, nel sud-ovest dell'Alaska

Il parco incorpora l'intera catena montuosa dei Monti Wrangell, la parte occidentale dei Monti Sant'Elia e la parte orientale dei Monti Chugach. Le catene minori del parco o della riserva includono i Monti Nutzotin, che rappresentano un'estensione della catena montuosa dell'Alaska, la catena montuosa di Granite e i Monti Robinson. Ampi fiumi scorrono nelle valli glaciali tra le catene, tra cui il Chitina, il Chisana e il Nabesna. Tutti i corsi d'acqua, a eccezione del Chisana e del Nabesna, sono affluenti del Copper, che scorre lungo il margine occidentale del parco e che ha le sue sorgenti all'interno dell'area protetta, presso il ghiacciaio Copper. Il parco comprende decine di ghiacciai e campi di ghiaccio; tra questi ultimi rientra il Bagley, che si estende in alcune sezioni delle catene montuose di St. Elias e Chugach. Il ghiacciaio Malaspina, invece si sviluppa per la maggior parte della sezione sud-orientale del parco, mentre l'Hubbard, il più grande ghiacciaio di marea del Nord America, all'estremo confine orientale. Quest'ultima località coincide con il limite dell'Alaska con il Canada, dove lambisce il parco nazionale e riserva di Kluane.
A sud-est il parco è delimitato dalla baia di Yakutat, dalla foresta nazionale di Tongass e dal golfo dell'Alaska. Il resto del confine meridionale segue la cresta dei Monti Chugach, situato a ridosso della foresta nazionale omonima. Il limite occidentale è il fiume Copper, mentre quello settentrionale segue i Monti Mentasta e tocca la riserva naturale nazionale di Tetlin.
Il monte St. Elias giace al confine tra il parco nazionale Wrangell-St. Elias e il parco nazionale e riserva Kluane. Con i suoi 5 489 m, si tratta della seconda vetta più elevata del Canada e degli Stati Uniti. Nove delle sedici vette più alte sul suolo statunitense si trovano nel parco, insieme al più grande campo di ghiaccio subpolare del Nord America, il Bagley, ghiacciai, fiumi, un vulcano attivo, il Wrangell e le storiche miniere di rame di Kennecott. Sia la catena montuosa di St. Elias che quella di Wrangell sono legate all'attività vulcanica. I crateri di St. Elias sono considerati estinti, ma alcuni di quelli connessi alla catena montuosa di Wrangell sono stati attivi nell'Olocene. Sono stati documentati dieci vulcani separati nella catena montuosa occidentale di Wrangell, di cui il monte Blackburn è il più alto e il già citato Wrangell è quello che è stato più attivo di recente.
Quasi il 66% del territorio dei parchi e delle riserve è designato come territorio naturale incontaminato (wilderness) e si tratta della più vasta della nazione. La regione del parco è divisa tra aree facenti capo al parco nazionale, nelle quali è permessa soltanto la caccia di sussistenza ai residenti rurali locali, e terreni di riserva, che permettono la caccia sportiva al pubblico in generale. Quanto si trova nella riserva include la valle di Chitina a nord del fiume, due parti della valle del Copper a est dello stesso, il grosso delle valli di Chisana e Nabesna e le terre lungo la baia di Yakutat.
Il parco è accessibile tramite autostrada da Anchorage; due strade sterrate dissestate, la McCarthy Road e la Nebasna Road, attraversano la zona protetta, rendendo accessibili alcune parti dell'entroterra per campeggio e trekking. Anche gli aerei charter possono sorvolare la regione. Il Wrangell-St. Elias ha ricevuto 79 450 visitatori nel 2018 e comprende alcuni piccoli insediamenti. Nella parte settentrionale hanno sede Nabesna e Chisana, mentre relativamente vicine al centro del parco risultano Kennicott e McCarthy. Alcuni insediamenti più piccoli si trovano nelle vicinanze e lungo la McCarthy Road, che misura 97 km. Chitina funge da punti di accesso dove la McCarthy Road incontra la Edgerton Highway lungo il fiume Copper. La McCarthy Road e la Nabesna Road sono le uniche strade di dimensione significativa che solcano il parco.

### Geologia

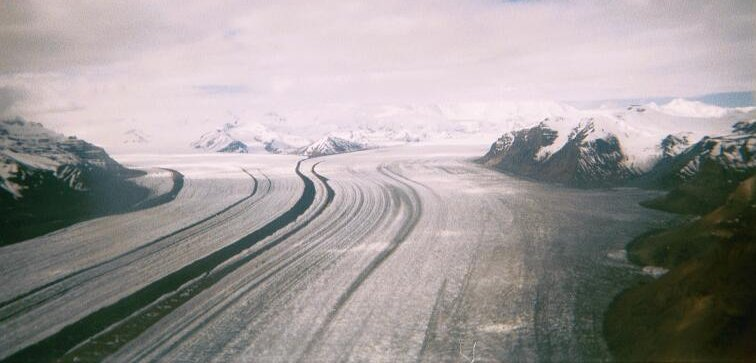
Il ghiacciaio Nabesna

La porzione meridionale dell'Alaska è composta da una serie di terrane che sono stati spinti contro la massa continentale nordamericana dall'azione della tettonica a placche. La placca pacifica si muove verso nordovest rispetto alla placca nordamericana a circa 5,1-6,4 cm all'anno, incontrando la massa continentale nel golfo dell'Alaska. La placca pacifica subduce sotto la massa continentale dell'Alaska, comprimendo le rocce continentali e dando origine a una serie di catene montuose. I terrani o archi insulari trasportati sulla superficie della placca pacifica vengono trasportati contro la massa continentale dell'Alaska e sono essi stessi compressi e piegati, ma non vengono completamente trasportati all'interno del pianeta. Di conseguenza, una serie di terrane, collettivamente note come terrane composite di Wrangellia, sono state spinte contro la costa meridionale dell'Alaska, seguite dal terrane composite del margine meridionale a sud di un altro sistema di faglie. Tra i risultati della subduzione rientra la formazione di vulcani a una certa distanza nell'entroterra dalla zona di subduzione. Attualmente il terrane Yakutat viene spinto sotto materiale di densità simile, con conseguente sollevamento e una combinazione di accrescimento e subduzione. Quasi tutta l'Alaska è composta da una serie di terrane che sono state spinte contro il Nord America. La regione costiera è sismicamente attiva con frequenti terremoti assai potenti, tra cui quelli verificatisi nel 1899 (quattro tra magnitudo 7 e 8) e nel 1958 (7,7), seguiti dal terremoto dell'Alaska del 1964 (9,2). Il terremoto di St. Elias del 1979 ha fatto registrare una magnitudo di 7,9.
Sono stati documentati sei terrane e una cintura sedimentaria a Wrangell–St. Elias, di cui da nord a sud, dal più antico al più giovane, rientrano i terrane Windy o Yukon-Tanana (180 milioni di anni fa), Gravina-Nutzotin Belt (120 milioni di anni fa), Wrangellia, Alexander, Chugach (precedentemente assemblati altrove, poi accresciuti come terreno composito Wrangellia 110-67 milioni di anni fa), Prince William (50 milioni di anni fa) e Yakutat (iniziati 26 milioni di anni fa). Le rocce wrangelliane includono rocce sedimentarie fossilifere intervallate da pietre vulcaniche.
La costa dell'Alaska ha raggiunto un'approssimazione della sua configurazione moderna circa 50 milioni di anni fa, con la completa subduzione della placca di Kula, ora scomparsa, sotto il Nord America. L'attuale subduzione della placca del Pacifico nell'Alaska meridionale è in corso da circa 26 milioni di anni. I vulcani più antichi del Wrangell–St. Elias National Park and Preserve hanno circa 26 milioni di anni, vicino al confine tra Alaska e Yukon Territory nella catena montuosa di St. Elias. L'attività si è spostata a nord e a ovest da quell'area.

#### Storia vulcanica

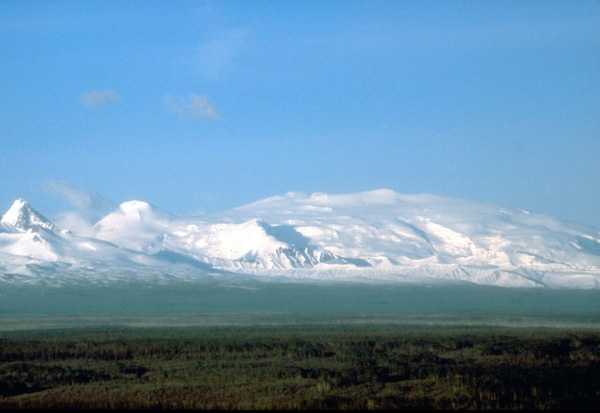
Il monte Wrangell

La maggioranza dei vulcani nel campo vulcanico di Wrangell si trova all'estremità occidentale dei Monti Wrangell. I vulcani occidentali di questa catena hanno una morfologia insolita per i vulcani correlati alla subduzione, considerata la loro natura generalmente non esplosiva. Il grosso dei vulcani sono vulcani a scudo insolitamente grandi che hanno raggiunto le loro dimensioni attuali rapidamente per via voluminosi flussi di lava di andesite eruttata da più caldere. La loro crescita è associata all'arrivo del terrane Yakutat, con un'attività considerevole avvenuta fino a circa 200 000 anni fa, quando il movimento lungo le faglie Denali-Totchunda e Fairweather iniziò ad adattarsi ad alcuni dei movimenti della placca pacifica. Per questo motivo, il riversamento di giganteschi flussi magmatici è considerato improbabile al giorno d'oggi. Nella maggior parte dei casi, i vulcani di Wrangell sono a scudo e presentano delle caldere di ampia dimensione di collasso sulle loro sommità. Ogni sommità, tranne il monte Wrangell, è stata plasmata dai ghiacciai in rilievi più netti e ripidi rispetto alle forme dolci e arrotondate che caratterizzano i giovani vulcani a scudo. Questi ultimi sono circondati da coni di scorie formatisi dopo il vulcano principale.

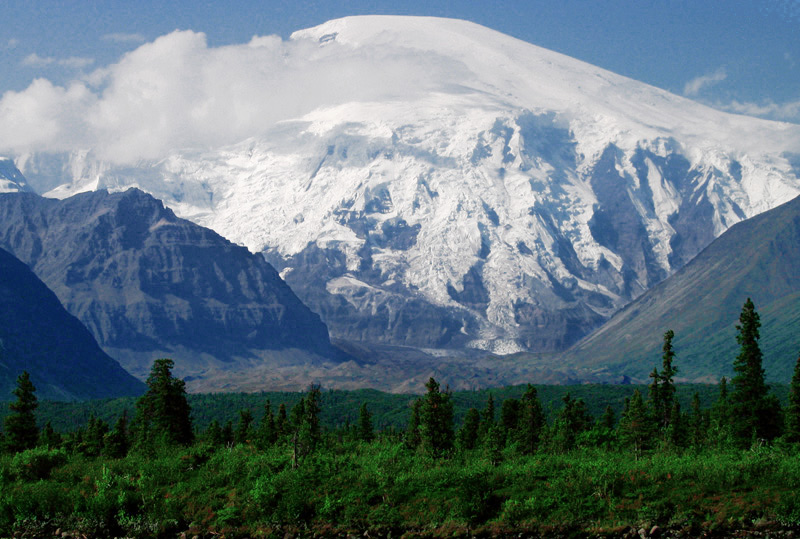
Il monte Sanford

Le dieci vette più elevate dei Monti Wrangell sono tutte di origine vulcanica e molte di esse rientrano tra i vulcani più ampi per volume al mondo. Il Wrangell, da cui il nome della catena, è alto 4 317 metri di altezza ed è l'unico considerato attivo. La sua nascita si deve a una serie di grandi flussi di lava riversatisi tra i 600 000 e i 200 000 anni fa, mentre si ha conoscenza di tre episodi eruttivi dalla portata relativamente modesta accaduti nel 1784, 1884-1885 e nel 1900. La cupola dolcemente inclinata presenta una caldera sommitale piena di ghiaccio che misura 5,8 km per 4 km. Tre crateri contenenti fumarole producono una colonna di vapore visibile dalle valli nelle giornate terse e limpide. La sommità produce occasionali eruzioni freatiche che possono ricoprire il ghiaccio di cenere. Durante gli anni Ottanta, il flusso di calore della vetta era sufficiente a sciogliere 100 milioni di m³ di ghiaccio e a formare un piccolo lago nel cratere. Tale attività si è attenuata dal 1986 e da allora si è accumulato del ghiaccio. Si stima che l'ultimo enorme riversamento di magma da Wrangell sia avvenuto circa 50 000-100 000 anni fa. Si ipotizza poi che la caldera della vetta sia implosa su se stessa tra i 200 000 e i 50 000 anni fa. Con i suoi 3 965 m, il monte Zanetti è un grande cono di cenere situato sul fianco nord-occidentale di Wrangell, la cui età si stima sia inferiore a 25 000 anni.
Il monte Drum, che tocca i 3 660 m, è il vulcano della catena Wrangell più occidentale e domina il paesaggio locale maggiormente rispetto a montagne decisamente più grandi. Il Drum è un vulcano a scudo o uno stratovulcano che è stato ampiamente eroso dall'attività glaciale, preceduto da un'attività esplosiva circa 250 000-150 000 anni fa che ha distrutto una cima che un tempo potrebbe esser misurata tra i 4 300 e i 4 900 m. Queste eruzioni hanno generato estese colate di fango e coincisero con l'ultima attività legata al monte Drum. Quest'ultimo ospita almeno undici ghiacciai che scorrono dal suo campo di ghiaccio sommitale.

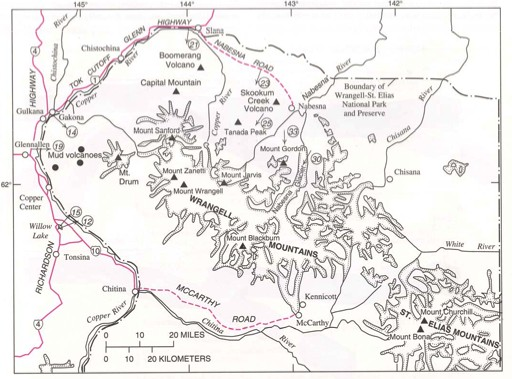
I vulcani dei Monti Wrangell

Il monte Sanford è il più alto dei vulcani occidentali nella catena di Wrangell e tocca i 4 949 m, attestandosi come tredicesima vetta maggiore del Nord America. È un complesso vulcano a scudo che ha iniziato a formarsi circa 900 000 anni fa e che, presumibilmente, si è risvegliato un'ultima volta tra i 320 000 e i 100 000 anni fa. Come il Drum, il Sanford ospita un grande campo di ghiaccio a una quota superiore ai 2 400 m s.l.m. che alimenta una serie di ghiacciai. Il Capital si trova vicino al monte Sanford, ma è molto più piccolo in termini di dimensione (2 356 m); si tratta di un vulcano a scudo di circa 16 km di diametro. La sua sommità è crollata per formare una caldera di circa 4 km di diametro. La sua ultima attività risale a circa un milione di anni fa ed è stato profondamente eroso dall'attività glaciale. Il Tanada Peak è un vicino più vecchio e più grande del Capital, alto 2 852 m e con una caldera sommitale di dimensione compresa tra i 6,4 e gli 8 km. Il vulcano a scudo è eruttato l'ultima volta 900 000 anni fa ed è stato inglobato e sezionato dai ghiacciai. Il vulcano di Skookum Creek, dall'aspetto pesantemente eroso, è stata attivo tra i 3,2 milioni e i 2 milioni di anni fa. Con i suoi 2 172 metri, si presenta come un vecchio vulcano a scudo con una caldera circondata da una serie di cupole di dacite e riolite. Il monte Jarvis è un ennesimo vulcano a scudo che, con i suoi 4 091 metri di altezza, nasconde una o più caldere sommitali non distinguibili. È ricoperto di ghiaccio e ha cominciato a eruttare tra 1,7 milioni e 1 milione di anni fa. Il monte Blackburn raggiunge i 5 000 m e rappresenta il punto più alto del gruppo dei Wrangell, attestandosi come dodicesima vetta maggiore del Nord America e come vulcano più antico della catena. Si tratta di un vulcano a scudo con una caldera piena che è stato attivo tra 4,2 e 3,4 milioni di anni fa. Il monte Blackburn è ricoperto di ghiaccio ed è la fonte del ghiacciaio Kennicott e del Nabesna, tra i vari. Il Boomerang è un vulcano a scudo molto piccolo che si eleva per soli 1 204 m s.l.m., ma ha almeno un milione di anni ed è ricoperto da depositi provenienti dal monte Capital. Il monte Gordon è infine un cono di cenere e si distingue tra i Wrangell in virtù dei suoi 2 760 m.
Diverse sorgenti termali o vulcani di fango nelle vicinanze del monte Drum producono acqua calda salmastra carica di anidride carbonica. Le più grandi sono chiamate Shrub, Upper Klawasi e Lower Klawasi e i loro depositi di fango smussato dall'attività idrotermale hanno costruito coni alti tra i 46 e i 91 m e di diametro pari a 2 400 m. I vulcani principali della catena di St. Elias sono il monte Bona (5 005 m) e il monte Churchill (4 766 m), rispettivamente il quarto e il settimo vulcano più alto del Nord America; inoltre, il Bona è la decima vetta più alta nel Nord America, a prescindere se di origine vulcanica o meno. Il Churchill viene spesso considerato una vetta sussidiaria di Bona. Entrambi sono stratovulcani ricoperti di ghiaccio e presso il Churchill hanno luogo i depositi di tefra del White River Ash. Un'eruzione si è verificata tra il 100 d.C. e il 700 d.C., come si desume dalla cenere sparsa su gran parte dell'Alaska e del Canada nord-occidentale.

#### Ghiacciai e campi di ghiaccio

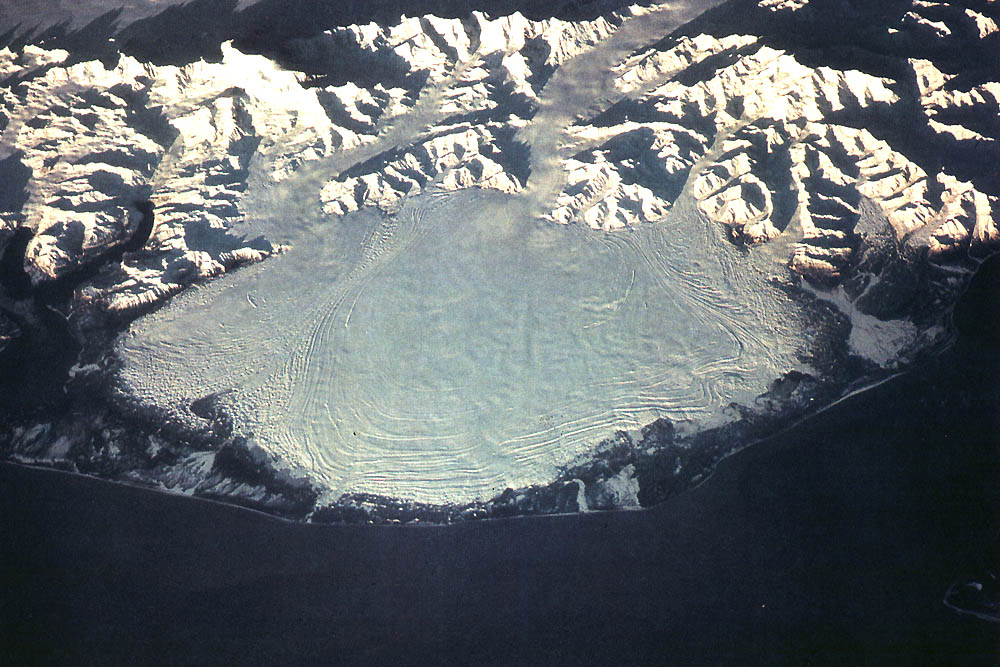
Il ghiacciaio Malaspina visto dallo spazio

Le catene montuose di Wrangell-St. Elias rappresentano il 60% del ghiaccio glaciale in Alaska, distribuendosi per più di 4 400 km². I ghiacciai sono avanzati e si sono ritirati ripetutamente, raggiungendo il mare e riempiendo la valle del fiume Copper. Una diga glaciale nella valle ha trattenuto il lago Atna durante la glaciazione del Wisconsin. Il drenaggio dell'Atna ha eroso il letto del fiume fino alla roccia madre sopra il fiume Bremner. Diverse caratteristiche sono particolarmente degne di nota: il ghiacciaio Malaspina è il più maggiore ghiacciaio pedemontano del Nord America, mentre l'Hubbard è con i suoi 121 km il ghiacciaio di marea più lungo dell'Alaska e il Nabesna quello di valle più lungo del mondo, estendendosi per più di 85 km.
I ghiacciai nel Wrangell–St. Elias appaiono perlopiù in ritirata. Il campo di ghiaccio Bagley si è assottigliato e i suoi ghiacciai si sono ritirati, comprese le porzioni che alimentano il Malaspina, che risulta stabile o in lieve ritirata. Le estremità occidentali e orientali del Malaspina riempivano rispettivamente la baia di Icy e di Yakutat circa 1 000 anni fa, e il Guyot, lo Yahtse e il Tyndall si sono ritirati individualmente alla testa della baia di Icy. Tuttavia, il ghiacciaio Hubbard è avanzato dal 1894, chiudendo il fiordo Russell.

#### Composizione mineraria
Sono stati suddivisi cinque principali distretti minerari nell'area di Wrangell-St. Elias durante il periodo di massimo splendore dell'attività mineraria tra il 1890 e il 1960. L'oro fu scoperto nel distretto di Bremner nel 1901 e nell'area di Nizina vicino a Kennecott. Per la maggior parte si trattava di pagliuzze ottenute tramite estrazione idraulica. Oltre all'oro, vennero trovate delle pepite di rame che di solito venivano scartate perché poco economiche da spedire, situazione che mutò quando vennero migliorate le strade per raggiungere l'area. L'oro fu nuovamente scoperto nel distretto di Chisana, circostanza che attirò numerosi minatori tra il 1913 e il 1917. Durante gli anni Trenta (il minerale di filone fu estratto nel distretto di Nabesna.
La principale fonte di rame era il filone di Kennecott, situato vicino al ghiacciaio omonimo. Il solfuro di rame componeva il minerale per il 70% quando fu scoperto per la prima volta, una percentuale decisamente elevata. La produzione totale raggiunse più di 536 000 tonnellate di rame e circa 100 di argento. Dopo che la calcocite si esaurì, le miniere sfruttarono depositi di malachite e azzurrite incastonati in dolomia alterata dall'attività idrotermica. Si ritiene che il rame si disciolse nell'acqua calda che scorreva attraverso la Nikolai Greenstone, ricca di rame, per poi ridepositarsi in forma concentrata nel calcare Chitistone tramite una reazione con acque ricche di solfuri nel calcare. Furono studiati ed esplorati diversi altri siti sul lato meridionale della catena dei Wrangell, evento che portò alla scoperta di piccole quantità di minerali mai sfruttate per scopi commerciali. Negli anni Settanta si è riscontrata altresì la presenza di ingenti depositi di nichel e molibdeno di bassa qualità.

## Storia

### Antichità ed esplorazioni europee
Le prove archeologiche attestano la presenza umana preseo i Monti Wrangell intorno al 1000 d.C. Il popolo Ahtna si insediò in piccoli gruppi lungo il corso del fiume Copper. Pochi indigeni di lingua alto-tanana si insediarono presso i fiumi Nabesna e Chisana. Il popolo degli Eyak si stabilì vicino alla foce del fiume Copper sul golfo dell'Alaska. Lungo la costa, si affermò il popolo Tlingit, con alcuni gruppi che si stabilirono presso la baia di Yakutat. I primi europei a giungere nella zona furono esploratori e commercianti russi. Vitus Bering sbarcò nella zona nel 1741, mentre più tardi arrivarono sei commercianti di pellicce. Un avamposto commerciale russo permanente fu stabilito nel 1793 dalla compagnia Lebedev-Lastochkin presso la moderna Port Etches sull'isola di Hinchinbrook, vicino alla foce del fiume Copper. Un avamposto concorrente gestito dalla compagnia Shelikov nacque nel 1796 presso la baia di Yakutat. Quest'ultima inviò Dmitri Tarkhanov a esplorare il corso inferiore del fiume Copper e a cercare depositi di rame, ispirandosi ai resoconti forniti dai nativi secondo cui essi utilizzavano degli utensili e delle punte di rame puro. Un altro gruppo di esploratori nel 1797 fu ucciso dai nativi. Semijen Potočkin ebbe più successo nel 1798, raggiungendo la foce del fiume Chitina e trascorrendo l'inverno con gli Ahtna. Nel 1799 Konstantin Galaktionov raggiunse il fiume Tazlina, ma fu ferito in un attacco degli Ahtna e poi ucciso durante il viaggio di ritorno nel 1803. I Tlingit e gli Eyak attaccarono e distrussero l'avamposto russo a Yakutat nel 1805. Fu solo nel 1819 che un gruppo condotto da Afanasii Klimovskii giunse a esplorare di nuovo il fiume Copper, raggiungendo la parte superiore del fiume e stabilendo il posto di commercio Copper Fort vicino a Taral. Un gruppo partito da Taral nel 1848 con l'intenzione di raggiungere il fiume Yukon fu ucciso dagli Ahtna, ponendo fine all'esplorazione russa.

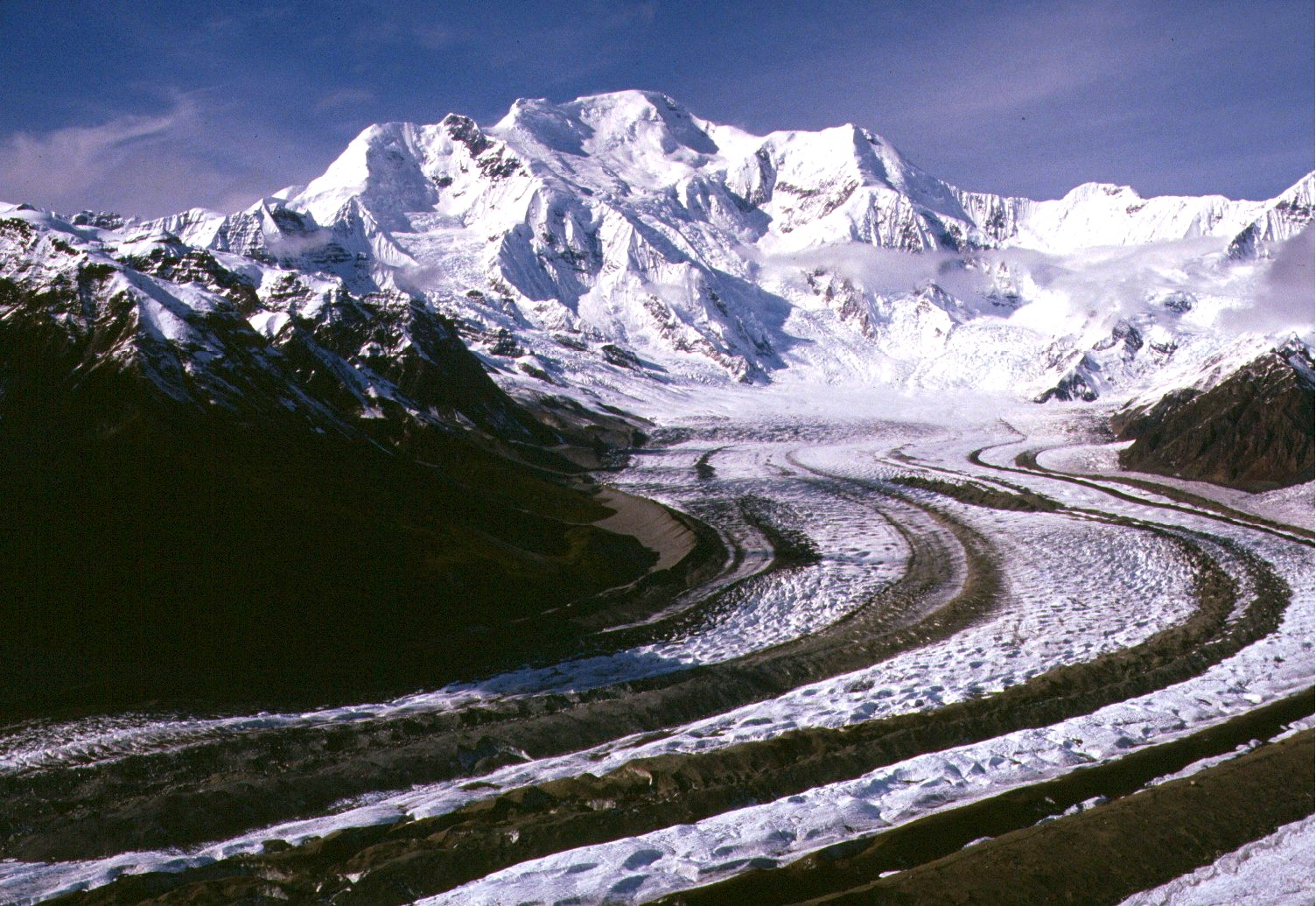
Il monte Blackburn e il ghiacciaio Kennicott

L'interesse per la regione dopo l'acquisizione dell'Alaska da parte degli Stati Uniti nel 1867 fu limitato fino a quando non fu portato alla luce l'oro nel territorio dello Yukon tra il 1880 e il 1890. George Holt fu il primo americano noto che esplorò il corso inferiore del fiume Copper, nel 1882. Due anni dopo John Bremner esplorò il corso inferiore del fiume. Sempre nel 1884, un gruppo dell'esercito americano guidato dal tenente William Abercrombie tentò di esplorare il corso inferiore del fiume e trovò un passaggio verso l'interno attraverso un ghiacciaio presso il Valdez Arm. Nel 1885 il tenente Henry Tureman Allen esplorò a fondo i fiumi Copper e Chitina, attraversando la catena dell'Alaska e facendosi strada nel bacino del fiume Yukon per raggiungere infine il mare di Bering. La spedizione di Allen constatò anche l'uso del rame da parte dei popoli nativi lungo il fiume Copper. Diversi altri viaggiatori esplorarono le regioni costiere alla fine degli anni Ottanta del XIX secolo e in alcuni casi si tentò di scalare le montagne. Una spedizione del 1891 guidata dall'esploratore dello Yukon Frederick Schwatka discese i fiumi Nizina, Chitina e Copper da nord.

### Estrazione mineraria
La scoperta dell'oro nel Klondike canadese spinse i cercatori a recarsi nella regione e fece sì che fossero individuati dei piccoli giacimenti di oro lungo il fiume Copper. I resoconti degli esploratori di utensili e pepite di rame spinsero l'Istituto Geologico degli Stati Uniti a inviare un geologo, Oscar Rohn, per cercare la fonte. Rohn riferì di aver rinvenuto un minerale di rame nel ghiacciaio Kennicott, ma non ne trovò la fonte. Poco dopo pare che i cercatori Jack Smith e Clarence Warner avessero scorto una macchia verde su una collina in quella che oggi è Kennecott, la quale si rivelò una ricca vena di rame. L'ingegnere Stephen Birch acquisì dei diritti sul giacimento e fondò l'Alaska Copper and Coal Company nel 1903 con l'intenzione di avviare l'attività estrattiva. Birch ottenne denaro da investitori come John Pierpont Morgan e la famiglia Guggenheim, che divenne nota come "Alaska Syndicate" e la sua impresa divenne nota con il nome di Kennecott Mines nel 1906, trasformandosi infine nella Kennecott Copper Corporation. La città prese il nome dal ghiacciaio, ma in una versione lievemente errata, ragion per cui "Kennicott" divenne "Kennecott". Gli altri giacimenti di rame furono trovati sul lato meridionale dei Monti Wrangell a Bremner e Nizina. I depositi minori di oro e rame furono trovati nell'area di Nabesna.

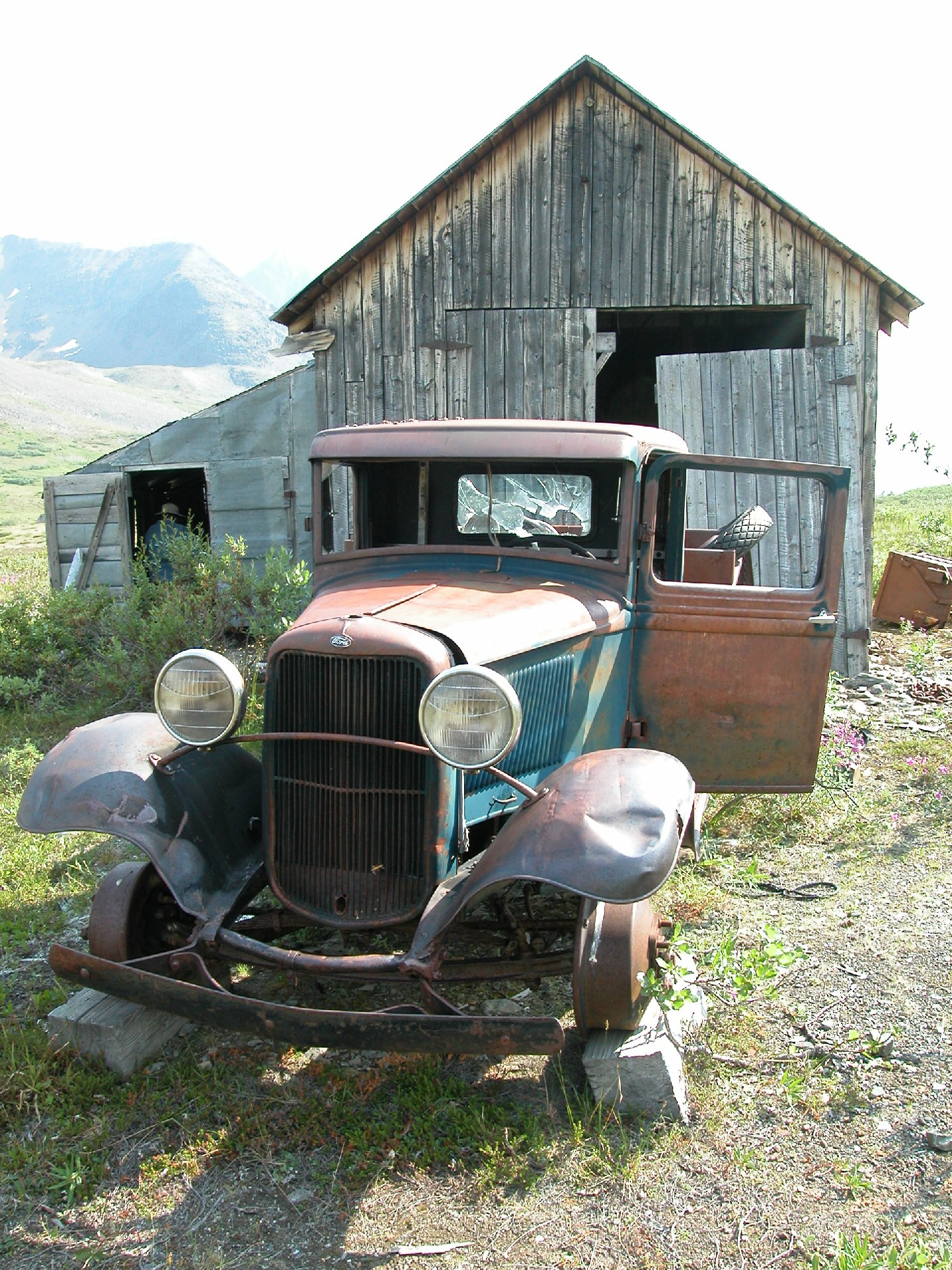
Il campo minerario di Bremner

Per raggiungere delle località così remote divenne essenziale la costruzione di una ferrovia lunga 314 km e che costò 23,5 milioni di dollari all'epoca. La Copper River and Northwestern Railway (CR&NW) impiegò cinque anni per essere costruita, estendendosi fino a Cordova sulla costa. Le città di Chitina e McCarthy sorsero lungo la tratta. La miniera di Kennecott impiegava un sistema di estrazione mineraria a cielo aperto, gallerie sotterranee e, in maniera unica rispetto ad altri siti, dei meccanismi estrattivi nel ghiaccio glaciale per recuperare il minerale racchiuso nell'acqua congelata. Entro gli anni Venti, il minerale di qualità migliore si era esaurito e il declino proseguì fino agli anni Trenta, finché il sito di Kennecott non fu definitivamente chiuso nel 1938 dopo aver estratto oltre 4,5 milioni di tonnellate di minerale, che produssero 600 000 tonnellate di rame e 255 100 di argento con un utile netto di 100 milioni di dollari per gli investitori.
I resoconti relativi a perdite di petrolio e gas nelle vicinanze di capo Yakutaga e della baia di Controller spronarono l'esplorazione petrolifera sul margine meridionale lungo il Golfo dell'Alaska. Un piccolo giacimento petrolifero a Katalla produsse petrolio dal 1903 al 1933, quando la sua raffineria fu distrutta da un incendio. I depositi furono determinanti nell'esclusione della costa dalla baia di Icy al delta del fiume Copper dal futuro parco. Vennero notati dei filoni di carbone pure nei pressi del lago Kushtaka. Un periodo di crescita si verificò tra il 1974 e il 1977 con la costruzione del sistema di oleodotti del trans-Alaska vicino al margine occidentale del futuro parco. Il boom si rivelò di breve durata e i residenti locali tornarono a cacciare, pescare e guidare i cacciatori per vivere. Tredici pozzi di prova furono perforati al largo tra la fine degli anni Settanta e l'inizio degli anni Ottanta.

### Proposte di costituzione di un parco
Le prime proposte di costituire delle aree protette nella regione si dovevano al neonato U.S. Forest Service nel 1908, ma non attecchirono. Delle analisi più approfondite in Alaska ebbero luogo negli anni Trenta e Quaranta. Il primo degli studi patrocinato dal Park Service, intitolato Alaska - Le sue risorse e il suo sviluppo (Alaska - Its Resources and Development) esaltava lo sviluppo del turismo nei parchi esistenti come il Denali (allora chiamato parco nazionale del monte McKinley), nonostante il dissenso del coautore Bob Marshall, che sosteneva la necessità di proteggere del tutto l'area e sottrarla a qualsiasi attività antropica. Nel 1939 Ernest Gruening, allora direttore della Divisione dei territori e dei possedimenti insulari nel Dipartimento degli Interni e in seguito governatore del territorio dell'Alaska, propose l'istituzione di un parco nella valle di Chitina, da chiamare parco nazionale di Panorama o parco regio-nazionale dell'Alaska, insieme al monumento nazionale di Kennicott, un'area vasta 2 300 km² che avrebbe dovuto includere il ghiacciaio di Kennicott e il sito minerario omonimo. Gruening fu sostenuto dal segretario degli interni Harold L. Ickes, ma il Presidente Franklin D. Roosevelt rifiutò di agire, ritenendo che non vi fosse urgenza e citando la sua direttiva che tutte le misure non legate alla difesa fossero rinviate ai preparativi per l'imminente seconda guerra mondiale.
Una valutazione non esattamente entusiasta del sovrintendente del Monte McKinley Frank Been nel 1941 diminuì ulteriormente l'interesse per le proposte precedenti. Tuttavia, il Canada propose un parco nazionale dei Monti St. Elias nel 1942 e fondò a tale scopo il Santuario di Kluane Game nel 1943 sul suo lato del confine, che sarebbe poi diventato il parco nazionale di Kluane. Queste azioni ispirarono il dipartimento degli interni a discutere un corrispondente sistema di parchi sul lato dell'Alaska, che avrebbe incluso quello che allora era il monumento nazionale della baia di Glacier, parti dei Monti Wrangell e Chugach e i ghiacciai Malaspina e Bering.
Nel 1964 George B. Hartzog Jr., direttore del National Park Service, realizzò un nuovo studio intitolato Operation Great Land, incoraggiando lo sviluppo e la promozione dei parchi esistenti in Alaska. Gruening, allora uno dei senatori dell'Alaska, propose una "National Park Highway" per la regione nel 1966. Le ulteriori iniziative del Park Service avvenute alla fine degli anni Sessanta permisero la stesura di un piano generale e di una bozza di legge. Nel 1969 il Bureau of Outdoor Recreation degli Interni propose che il Bureau of Land Management supervisionasse un'area panoramica vasta 42 000 km² denominandola "Wrangell Mountain Scenic Area". Un simile schema di gestione fu proposto per consentire lo sviluppo delle risorse oltre alla conservazione e alla ricreazione. La reazione del Park Service fu decisamente fredda, ma il segretario degli interni e vecchio governatore dell'Alaska Wally Hickel sostenne l'idea. Nonostante lo sforzo di preservare la possibilità di sviluppo delle risorse, il successore di Hickel, il governatore Keith Harvey Miller, si oppose alla proposta di costituire una cosiddetta area scenica nazionale, sostenendo che avrebbe precluso potenziali rivendicazioni territoriali dello stato dell'Alaska in loco.
L'Alaska Native Claims Settlement Act (ANCSA) del 1971 stimolò nuove proposte di costituzione di parchi dell'Alaska. Nell'ambito del processo di cessione dei terreni federali allo stato dell'Alaska e ai gruppi di nativi americani, il documento legislativo richiese la restituzione di 320 000 km² di terreni destinate alla conservazione. Il National Park Service replicò proponendo di elevare poco più di 6 milioni di ettari come parco nazionale nella regione dei Monti Wrangell. Il successore di Hickel come segretario degli interni Rogers Morton ridusse l'area proposta a 38 000 000 ettari, ritirando i Monti Wrangell occidentali ed escludendo il monte Wrangell stesso e il monte Sanford. Gli emendamenti successivi riportarono la superficie proposta a 54 000 km². L'ipotesi di un'area protetta vasta 35 000 000 ettari e più ridotta fu proposta dal ministero degli interni nel 1973, assieme a una foresta nazionale del monte Wrangell vasta 22 000 km², ricevendo una fredda accoglienza sia dai conservazionisti che dai proponenti stessi. Nel 1974 vennero redatti progetti di legge concorrenti da interessi sia di conservazione che di sviluppo, con scarsi progressi. Nello stesso anno il Park Service e il Forest Service avviarono uno studio congiunto per l'area di Wrangell e collaborarono nel tentativo di approfondire le conoscenze sui ghiacciai e sulla zona di Kennecott.

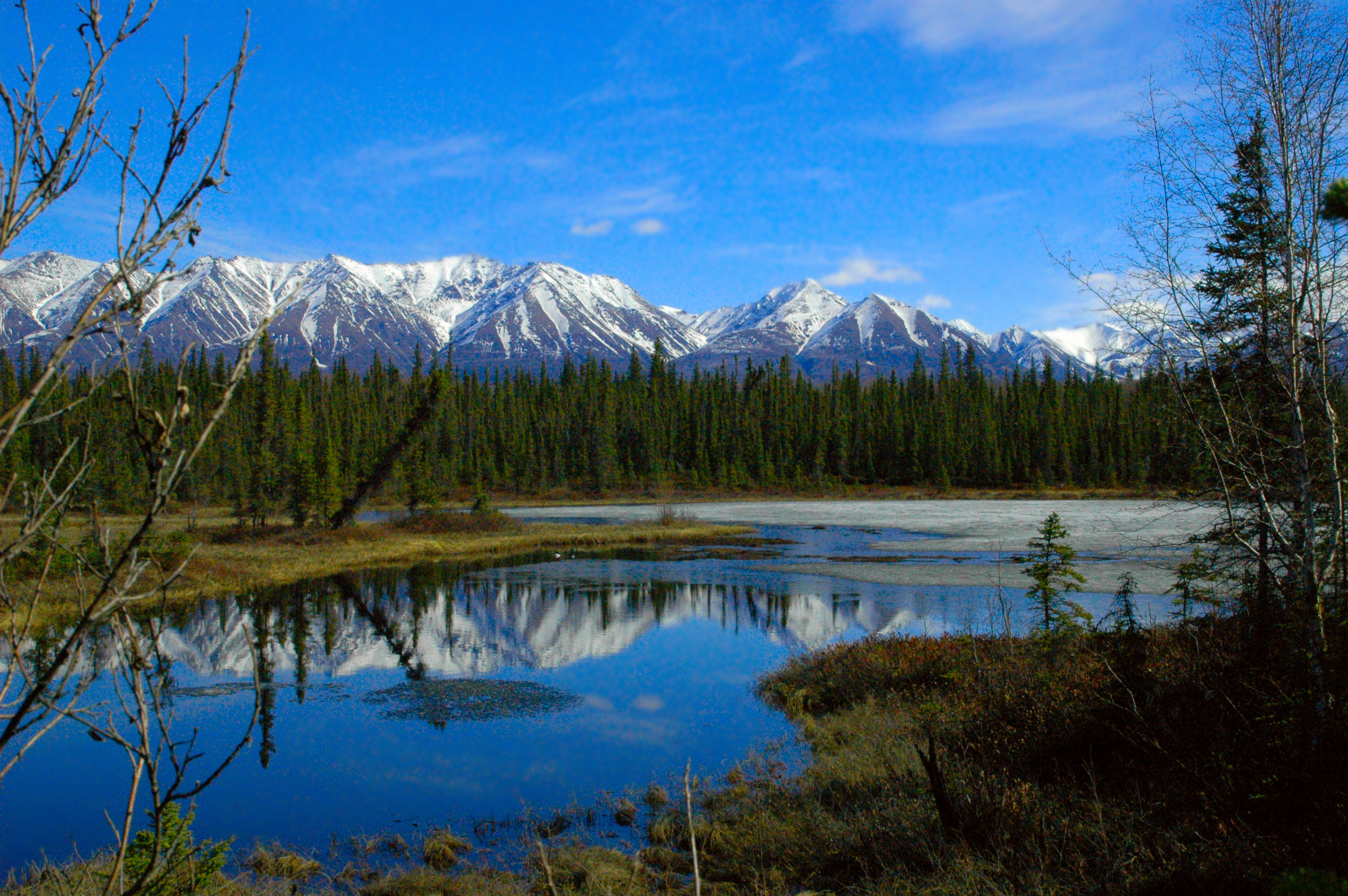
La McCarthy Road

Nel 1976 giunsero all'attenzione del Congresso vari progetti di legge con proposte di superficie e livelli di protezione molto variabili. Nessuno di essi si tramutò in qualcosa di significativo, ma una bozza ultimata da gruppi orientati alla conservazione introdusse il concetto di riserva nazionale, benvisto dalla maggioranza delle associazioni legate ai parchi nazionali, ma in cui si sarebbe consentita la caccia. Nel 1977 il rappresentante Mo Udall presentò la prima versione dell'Alaska National Interest Lands Conservation Act (ANILCA) con l'acronimo H.R. 39, proponendo che 57 000 km² divenissero parco nazionale e 7 300 riserva. Sebbene sostenuto dal Park Service, il disegno di legge incontrò l'opposizione dello stato dell'Alaska. Un disegno di legge rivisto fu proposto dal dipartimento degli interni, nel quale si ipotizzava di denominare entrambe le aree come Wrangell-St. Elias. Nel 1978 si assistette a modifiche relative ai confini e alle proporzioni della riserva e del parco, con l'obiettivo di consentire la caccia alla pecora Dall nei Monti Wrangell e di introdurre un'area ricreativa a nord dei monti.
Il senatore dell'Alaska Mike Gravel minacciò di ostruzionismo la proposta di legge ANILCA, di fatto stroncandola. In seguito a questo blocco e complice la politica dei rappresentanti dell'Alaska di rivendicare i terreni che rientravano nelle protezioni proposte, il presidente Jimmy Carter invocò l'Antiquities Act per proclamare 17 monumenti nazionali dell'Alaska, tra cui 443 000 000 ettari che furono inclusi nel monumento nazionale di Wrangell-St. Elias il 1º dicembre 1978.
La designazione del monumento non prevedeva alcun finanziamento dedicato allo sviluppo o alle operazioni del parco, ma suscitò una notevole ostilità da parte degli abitanti dell'Alaska, che consideravano la designazione ai sensi dell'Antiquities Act come un'ingiustificata espropriazione di terreni federale. I pochi membri del personale del Park Service assegnati all'area ricevettero minacce e un aereo del Park Service fu distrutto da un incendio nell'agosto del 1979. Gli atteggiamenti erano nettamente divisi tra i bianchi dell'Alaska, in gran parte contrari al parco e si sentivano costretti ad andarsene, e i nativi Ahtna, a cui erano stati concessi diritti di caccia di sussistenza e che si aspettavano di trarre profitto dal turismo.

### Parco nazionale e riserva

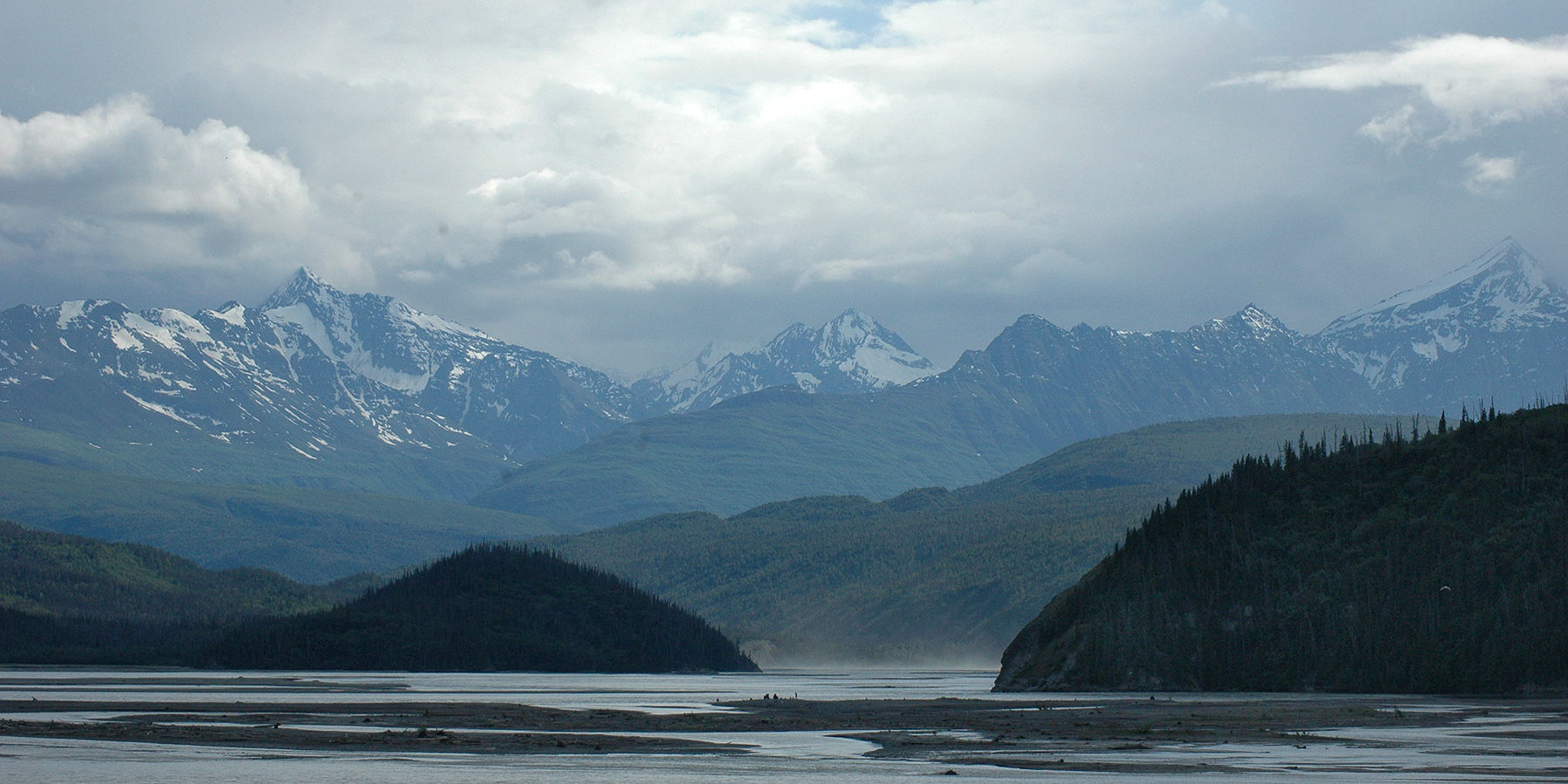
Panorama nel parco presso Chitina

Nel gennaio 1979, Udall presentò una versione modificata dell'H.R. 39. Dopo la revisione e le negoziazioni tra le versioni della Camera e del Senato, il disegno di legge modificato dal Senato fu approvato dalla Camera il 19 novembre 12. Il 2 dicembre 1980, il disegno di legge ANILCA fu firmato da Jimmy Carter, convertendo il Wrangell-St. Elias in un parco nazionale e riserva con un'area inizialmente prevista di 3 297 000 ettari nel parco e 1 688 000 ettari nella riserva. I confini tra il parco e le aree di riserva si tracciarono in base ai valori percepiti del paesaggio rispetto al potenziale di caccia. In conformità con la legislazione, le aree designate includevano 3 910 000 ettari di territorio ritenuto incontaminato, definiti in modo un po' meno restrittivo rispetto alla prassi standard negli Stati Uniti continentali.
L'opposizione al parco è persistita dopo la designazione del Congresso da parte di alcuni abitanti dell'Alaska, risentiti per la presenza del governo federale in generale e del National Park Service in particolare. Si susseguirono degli atti di vandalismo, con una cabina di un guardaparchi bruciata e un aereo danneggiato, mentre altri aggirarono i regolamenti ed espressero risentimento per quello che, a loro avviso, era un atteggiamento aggressivo. I rapporti migliorarono di lì a breve temporaneamente, con le aziende locali che promossero il parco e collaborarono con il Park Service su progetti turistici. Gli incidenti si ripeterono nuovamente in seguito, come nel caso di un incendio doloso in una stazione dei guardaparchi, e il punto di massima crisi si raggiunse nel 1994 quando la sovrintendente del parco Karen Wade chiese davanti al Congresso un aumento dei finanziamenti avvalorando i sospetti dei residenti sul Park Service, che credevano stesse sfruttando la nascita del parco per scopi economici. Tuttavia, la designazione della regione come patrimonio dell'umanità UNESCO nel 1979 non fu giudicata con favore da taluni. La John Birch Society affermò che la designazione rientrava in un piano delle Nazioni Unite per assumere il controllo del sistema dei parchi nazionali degli Stati Uniti.
Lo stato dell'Alaska suggerì importanti miglioramenti alla McCarthy Road nel 1997, pianificando di asfaltarla e aggiungere vari punti panoramici e sentieri. Sebbene la strada rimanga ghiaiosa, nel terzo millennio è stata allargata e spianata. Alcune agenzie di autonoleggio continuano a vietare l'uso dei loro veicoli sulla McCarthy Road.

### Ulteriori designazioni
Nel documento di fondazione, si legge a proposito dello scopo del parco:
Il sistema di parchi transfrontalieri Kluane/Wrangell-St. Elias/Glacier Bay/Tatshenshini-Alsek (comprendente Wrangell-St. Elias e altri tre parchi nazionali e provinciali) fu dichiarato patrimonio UNESCO nel 1979 per gli spettacolari paesaggi di ghiacciai e campi di ghiaccio, nonché per tutelare l'habitat degli orsi grizzly, dei caribù e degli arieti di Dall. 3 674 009 ettari del parco e della riserva sono stati designati come wilderness al momento della fondazione del parco nel 1980, la più ampia degli Stati Uniti.

## Clima
Il clima dell'interno del parco è dominato da inverni lunghi e freddi, in cui le temperature possono rimanere sotto lo zero per cinque mesi. Le temperature notturne possono scendere fino a -46 °C e le massime diurne si alternano tra i -15 e i -14 °C. L'estate dura due mesi, giugno e luglio, consentendo ai fiori di sbocciare e agli insetti di impollinarli, con temperature massime di 27 °C. Le fasi finali dell'estati possono essere caratterizzate da piogge, tanto che ad agosto le temperature calano e a settembre cadono le prime nevi. Le condizioni sono più temperate lungo la costa e sulle alte montagne la neve non si scioglie mai durante l'anno.
Secondo il sistema di classificazione dei climi di Köppen, il parco nazionale è la riserva di Wrangell-St. Elias comprende i seguenti tre tipi:
- Continentale subartico - Estate fredda e secca (Dsc). I climi Dsc sono caratterizzati da una media del mese più freddo inferiore a 0° C, da 1 a 3 mesi con una media superiore a 10° C, da almeno tre volte più precipitazioni nel mese più umido dell'inverno rispetto al mese più secco dell'estate e dal fatto che nel mese più secco dell'estate si registrano meno di 30 mm.

- Subartico con estati fresche e inverni secchi (Dwc). I climi Dwc sono caratterizzati da una media del mese più freddo inferiore allo 0° C, da 1 a 3 mesi con una media superiore a 10° C e dal 70% o più delle precipitazioni medie annue ricevute nei sei mesi più caldi.

- Subartico con estati fresche e precipitazioni durante tutto l'anno (Dfc). I climi Dfc sono caratterizzati da temperature medie inferiori a 0° C nel mese più freddo, temperature medie superiori a 10° C in un arco tra uno e tre mesi e nessuna differenza significativa nelle precipitazioni tra le stagioni.

Secondo il Dipartimento dell'agricoltura degli Stati Uniti, la zona climatica di resistenza delle piante presso il centro visitatori di Kennecott (605 m s.l.m.) registra una temperatura minima estrema annuale media pari a -38,8° C.
| Dati climatici di McCarthy, Alaska, valori normali 1991-2020, estremi 1984-2017 NOAA | Mesi  | Mesi  | Mesi  | Mesi | Mesi | Mesi | Mesi | Mesi | Mesi | Mesi | Mesi  | Mesi  | Stagioni | Stagioni | Stagioni | Stagioni | Anno  |
| Dati climatici di McCarthy, Alaska, valori normali 1991-2020, estremi 1984-2017 NOAA | Gen   | Feb   | Mar   | Apr  | Mag  | Giu  | Lug  | Ago  | Set  | Ott  | Nov   | Dic   | Inv      | Pri      | Est      | Aut      | Anno  |
| ------------------------------------------------------------------------------------ | ----- | ----- | ----- | ---- | ---- | ---- | ---- | ---- | ---- | ---- | ----- | ----- | -------- | -------- | -------- | -------- | ----- |
| T. max. media (°C)                                                                   | −14,4 | −6,3  | 0,5   | 8,7  | 16,8 | 20,9 | 21,9 | 19,3 | 13,1 | 3,7  | −8,2  | −12,7 | −11,1    | 8,7      | 20,7     | 2,9      | 5,3   |
| T. media (°C)                                                                        | −18,7 | −12,4 | −7,7  | 1,4  | 8,1  | 12,4 | 14,1 | 11,9 | 6,8  | −1,4 | −12,4 | −16,5 | −15,9    | 0,6      | 12,8     | −2,3     | −1,2  |
| T. min. media (°C)                                                                   | −22,8 | −18,5 | −15,8 | −5,8 | −0,6 | 3,8  | 6,3  | 4,6  | 0,6  | −6,6 | −16,7 | −20,3 | −20,5    | −7,4     | 4,9      | −7,6     | −7,7  |
| T. max. assoluta (°C)                                                                | 7     | 12    | 13    | 22   | 30   | 32   | 32   | 30   | 22   | 24   | 14    | 13    | 13       | 30       | 32       | 24       | 32    |
| T. min. assoluta (°C)                                                                | −48   | −45   | −41   | −29  | −18  | −4   | −2   | −8   | −14  | −30  | −43   | −46   | −48      | −41      | −8       | −43      | −48   |
| Precipitazioni (mm)                                                                  | 24    | 28    | 10    | 7,9  | 24,0 | 41,0 | 62,0 | 67,0 | 65,0 | 56,0 | 37,0  | 27,0  | 79,0     | 41,9     | 170,0    | 158,0    | 448,9 |
| Giorni di pioggia                                                                    | 8,7   | 7,1   | 4,7   | 2,8  | 7,0  | 11,3 | 14,0 | 16,4 | 15,4 | 11,2 | 10,1  | 9,3   | 25,1     | 14,5     | 41,7     | 36,7     | 118,0 |
| Nevicate (cm)                                                                        | 34    | 20    | 14    | 6,4  | 1,5  | 0,0  | 0,0  | 0,0  | 6,9  | 24,0 | 34,0  | 29,0  | 83,0     | 21,9     | 0,0      | 64,9     | 169,8 |
| Giorni di neve                                                                       | 8,8   | 6,6   | 4,4   | 2,2  | 0,4  | 0,0  | 0,0  | 0,0  | 1,2  | 5,2  | 9,3   | 0,0   | 15,4     | 7,0      | 0,0      | 15,7     | 38,1  |

## Ambiente naturale
Dato che il parco e la riserva coprono un'area più vasta della Svizzera e di poco minore all'intera Croazia, la quale si sviluppa dal golfo dell'Alaska all'entroterra dell'Alaska e con altitudini che variano dal livello del mare a 5 800 m, il Wrangell-St. Elias ospita un'ampia varietà di habitat. Gran parte del parco è costituita da alte vette montuose ricoperte di ghiaccio perenne, ghiacciai e campi di ghiaccio. I fiumi occupano ampie e pianeggianti valli glaciali e vantano canali intrecciati in continuo mutamentk. L'ambiente può essere ripartito in cinque categorie principali, escluse le aree glaciali e del letto del fiume relativamente sterili: pianure, zone umide, altopiani, fascia subalpina e fascia alpina. Alcuni di questi habitat sono influenzati e delimitati dalla presenza di permafrost, ossia il sottosuolo permanentemente congelato.

### Flora

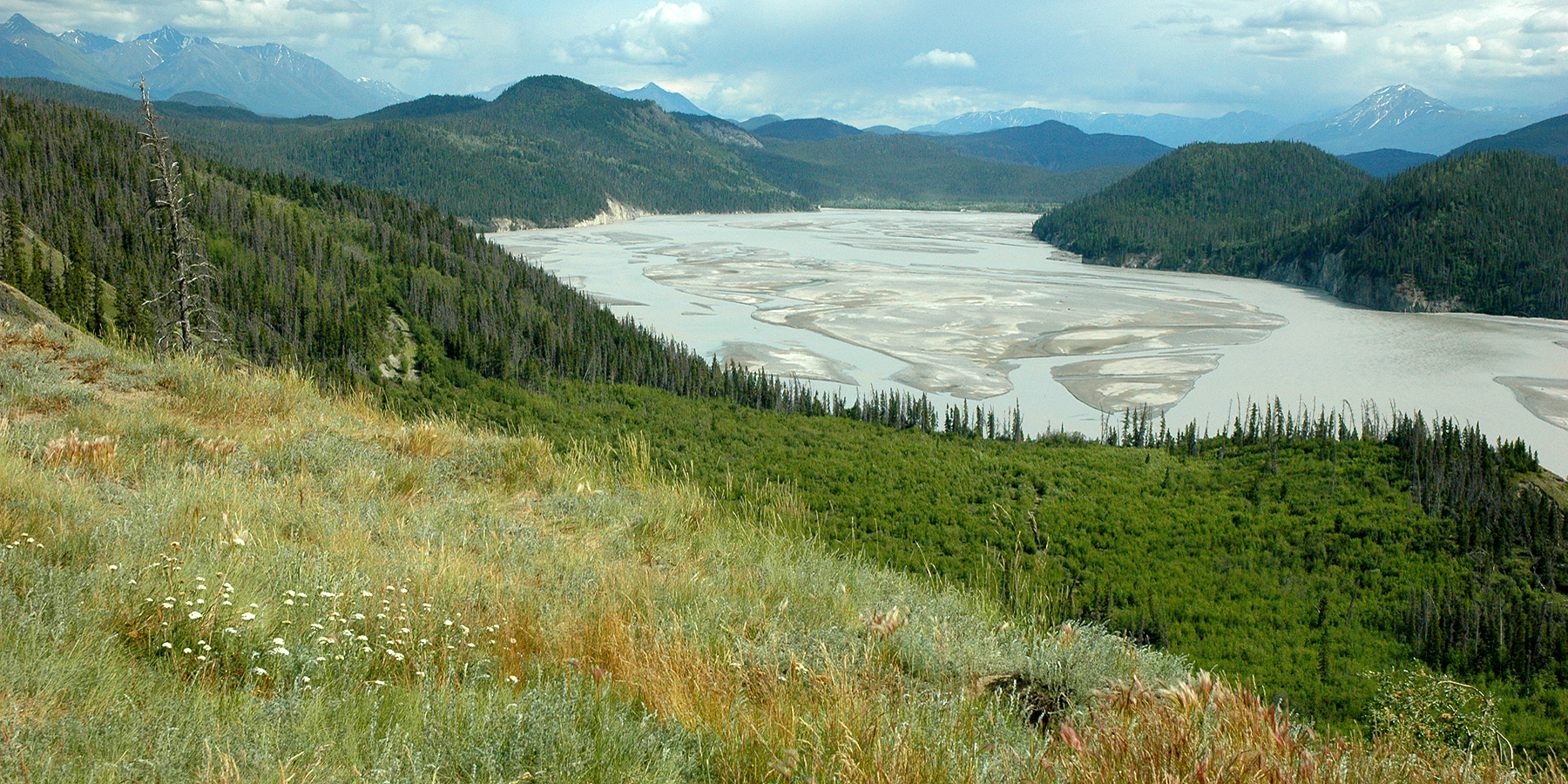
Il parco visto dalla McCarthy Road, a est di Chitina

Le regioni di pianura del parco lambiscono il golfo dell'Alaska e i livelli inferiori delle valli fluviali. Il peccio nero (Picea mariana) domina le aree di permafrost, con sottoboschi composti da ontani verde (Alnus alnobetula), i tè di palude del Labrador (Rhododendron groenlandicum), salici e mirtilli della palude (Vaccinium uliginosum), con una varietà di muschi di terra.
Le zone umide si possono scorgere lungo la costa e nei bacini fluviali interni. Le regioni di permafrost sono spesso regioni paludose e piene di muskeg. Le zone umide sono principalmente erbose, con ciperacee (Cyperaceae) e piccoli arbusti. Si trovano anche equiseti come la coda cavallina (Equisetum palustre) e la giunchina comune (Eleocharis palustris).
Le aree più secche e boscose degli altopiani del parco sono perlopiù dominate dalle foreste boreali interne o dalla taiga. La distribuzione della flora locale è determinata dalla frequenza e dall'estensione degli incendi, i quali rappresentano una minaccia per l'ecosistema. Le conifere più abbondanti nella foresta sono l'abete nero e il più grosso abete bianco (Abies alba), con quest'ultimo più diffuso nelle aree senza permafrost. L'abete nero riesce meglio a resistere allo sviluppo delle fiamme. Sia il pioppo tremulo (Populus tremuloides) che la betulla da carta (Betula papyrifera) sono specie decidue comuni che riescono a ricrescere in fretta dopo un incendio. Va segnalata infine la presenza del pioppo balsamico (Populus balsamifera) e dell'abete del Canada (Picea laxa).
Gli ambienti subalpini si trovano al di sopra della linea degli alberi locale, che a Wrangell-St. Elias varia solitamente tra i 1 100 e i 1 700 m. Le piante sono arbusti bassi e a crescita lenta, principalmente festuche e asteracee.
Nell'ambiente alpino poche specie riescono a sopravvivere, adattandosi sovente in base alla disponibilità di acqua. Tale piano comincia a un'altitudine variabile pari a 1 100 m nelle aree secche e a 1 400-1 800 in quelle più umide. Brughiere e salici a basso fusto sono comuni, insieme alle erbe.

### Fauna
Tra i grandi mammiferi terrestri locali si annoverano il lupo grigio nordoccidentale (Canis lupus occidentalis), l'orso grizzly (Ursus arctos horribilis), l'orso nero (Ursus americanus) e le mandrie di caribù (Rangifer tarandus) a Mentasta e a Chisana. La presenza del puma (Puma concolor couguar) non viene esclusa, poiché il parco potrebbe costituire l'estensione più settentrionale del loro areale, ma nessun esemplare è stato mai documentato ufficialmente. Nelle zone remote e montane si trovano le capre delle nevi (Oreamnos americanus) e circa 13 000 arieti di Dall (Ovis dalli), una delle popolazioni più numerose del continente. L'alce (Alces alces gigas), sebbene sia abbastanza rara nella regione, a volte può essere individuata in aree con fitta vegetazione di salici. Si conoscono due distinte mandrie di bisonti di montagna (Bison bison athabascae) all'interno del parco, principalmente attive nelle valli dei fiumi Copper e Chitina.
Tra i mammiferi di piccola taglia si possono notare il ghiottone (Gulo gulo), il castoro americano (Castor canadensis), la lince canadese (Lynx canadensis), l'ursone (Erethizon dorsatum), la martora (Martes americana), la lontra canadese (Lontra canadensis), la volpe rossa (Vulpes vulpes), qualche coyote (Canis latrans), lo scoiattolo di terra artico (Urocitellus parryii) e alcuni tipi di scoiattoli volanti (Pteromyini), la marmotta delle Montagne Rocciose (Marmota caligata), la donnola (Mustela nivalis), l'ermellino (Mustela richardsonii), la lepre scarpa da neve (Lepus americanus), diverse specie di arvicole e i pica dal collare (Ochotona collaris). Le acque lungo la costa ospitano molti cetacei migratori, tra cui orche (Orcinus orca), megattere (Megaptera novaeangliae) e balene grigie (Eschrichtius robustus), focene di Dall (Phocoenoides dalli) e marsovini (Phocoena phocoena) stanziali, foche comuni (Phoca vitulina) e otarie della California (Zalophus californianus). Il più grande (e in via di estinzione) leone marino di Steller (Eumetopias jubatus) può anche essere osservato lungo le acque costiere del parco, oltre alla rara e pregiata lontra marina (Enhydra lutris), spesso oggetto di caccia.
Sono state documentate 21 specie di pesci nelle acque dolci del parco. Le differenze nella distribuzione dei pesci dipendono dal bacino: il luccio (Esox lucius) non si vede nel bacino idrografico del fiume Copper e nessun esemplare di salmone abita i bacini idrografici del fiume Yukon. I grandi pesci d'acqua dolce includono il salmone reale (Oncorhynchus tshawytscha), il salmone keta (Oncorhynchus keta), il salmone argentato (Oncorhynchus kisutch), il salmone rosa (Oncorhynchus gorbuscha) e il salmone rosso (Oncorhynchus nerka), così come altri salmonidi come il salmerino di lago (Salvelinus namaycush), la trota iridea golarossa (Oncorhynchus clarkii), il salmerino del Nord (Salvelinus malma), il temolo artico (Salvelinus malma) e la trota iridea (Oncorhynchus mykiss). Tra gli altri specie ittiche si possono osservare la bottatrice (Lota lota), il prosopio tondo (Prosopium cylindraceum), la lampreda del Pacifico (Entosphenus tridentatus), il cavedano lacustre (Couesius plumbeus) e una discreta varietà di scorpioni di mare (Myoxocephalus).

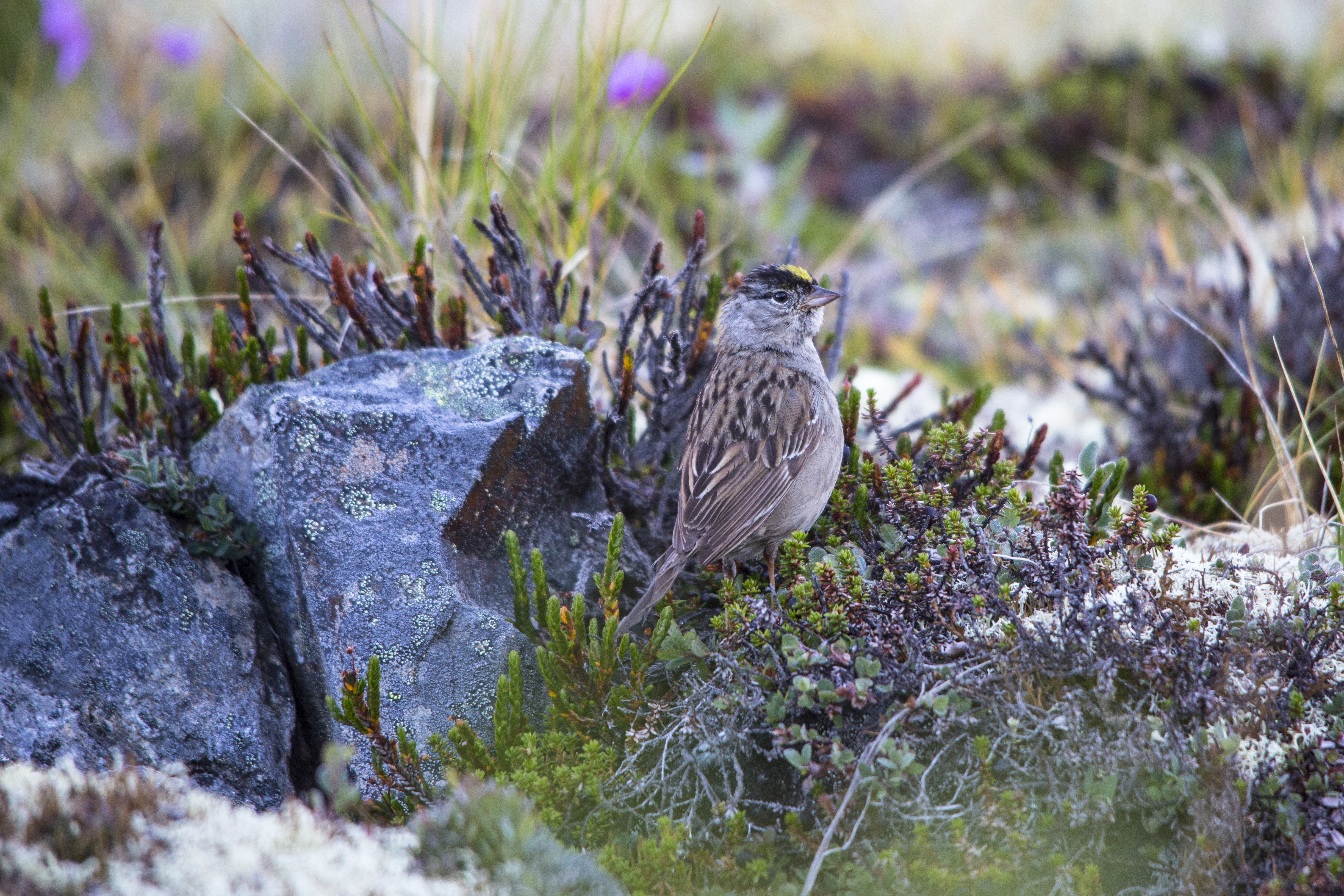
Un esemplare di passero corona dorata (Zonotrichia atricapilla)

Circa 93 specie ornitologiche vivono nella regione di Wrangell-St. Elias, malgrado soltanto 24 trascorrano lì il rigido inverno. I volatili più comunemente osservabili sono l'aquila di mare testabianca (Haliaeetus leucocephalus), il lagopo (Lagopus lagopus), la pernice bianca (Lagopus muta), la ghiandaia grigia canadese (Perisoreus canadensis), il corvo imperiale (Corvus corax), il tordo eremita (Catharus guttatus), il tordo migratore (Turdus migratorius), il totano zampegialle minore (Tringa flavipes), il piro-piro vagabondo (Tringa incana), il passero corona dorata (Zonotrichia atricapilla), il picchio villoso (Leuconotopicus villosus) e il picchio dorato (Colaptes auratus). Tra i gufi si possono scorgere il gufo della Virginia (Bubo virginianus), l'allocco di Lapponia (Strix nebulosa), l'ulula (Surnia ulula) e la civetta capogrosso (Aegolius funereus). Gli uccelli acquatici comprendono il cigno trombettiere (Cygnus buccinator), la strolaga maggiore (Gavia immer), il codone comune (Anas acuta), il germano reale (Anas platyrhynchos) e l'alzavola americana (Anas carolinensis).

## Turismo
L'accesso al parco è aperto tutto l'anno e la maggior parte delle strutture è aperta da maggio a settembre, anche se alcune sedi aprono fino a fine maggio e chiudono a metà agosto. Il centro visitatori principale resta accessibile nei giorni feriali in inverno.
La Edgerton Highway corre lungo la valle del Copper sul margine occidentale del parco. La sede centrale e il centro visitatori si trovano al chilometro 171 circa, vicino a Copper Center. L'accesso stradale all'interno del parco avviene lungo la Nabesna Road e la McCarthy Road. Alla città mineraria abbandonata di Kennecott si può giungere tramite una bretella che prosegue il percorso della McCarthy Road. L'accesso all'entroterra è disponibile tramite servizi di aerotaxi.
L'area di campeggio Kendesnii sulla Nabesna Road è l'unica gestita dal Park Service nella regione. Vi sono diversi campeggi e alloggi privati sulle strade McCarthy e Nabesna e si contano quattordici cabine pubbliche. La maggior parte di queste cabine è accessibile solo in aereo. Alcune appaiono raggiungibili in auto vicino alla stazione dei guardaparchi di Slana e la maggior parte è collegata a delle piste di atterraggio. Il campeggio nell'entroterra è consentito senza permessi particolari, benché esistano pochi sentieri sottoposti a manutenzione nel parco.

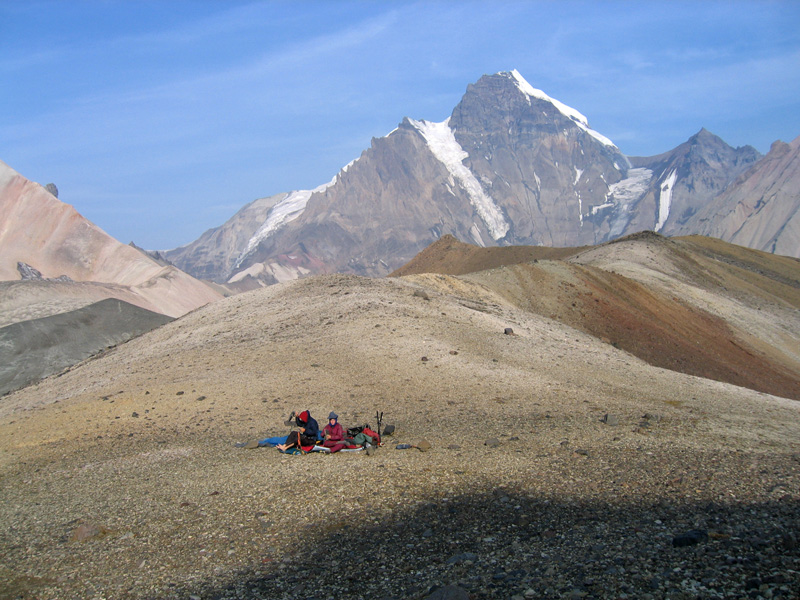
Escursionisti presso un passo situato tra il monte Sanford e il monte Drum

Le mountain bike restano principalmente limitate alle strade a causa delle condizioni climatiche sconvenienti. Le gite in barca sui fiumi si confermano un'attività popolare e consentono di visitare il parco lungo il Copper, il Nizina, il Kennicott e il Chitina. Poiché il parco e la riserva includono alcune delle vette più alte del Nord America, i turisti si recano solitamente per le arrampicate. Delle 70 montagne più elevate dell'Alaska, 35 si trovano nel parco, tra cui sette delle prime dieci vette. La scalata di queste cime è tecnicamente impegnativa e richiede delle spedizioni per accedere nei punti più remoti e pericolosi.
Oltre al centro visitatori di Copper Center, ve ne è uno a Kennecott e una stazione informativa tra il chilometro 94 e il 95 sulla McCarthy Road. Vi sono delle stazioni dei guardaparchi a Slana sulla Nabesna Road, a Chitina alla fine della Edgerton Highway e a Yakutat. La stazione dei guardaparchi di Yakutat è condivisa con il parco nazionale e riserva di Glacier Bay. Il parco vanta tre piste di atterraggio di buon livello a McCarthy, May Creek e Chisana, al pari di una serie di piste meno curate sparse per l'area protetta. Gli aerotaxi forniscono servizi turistici e trasportano i visitatori all'interno del parco da Glennallen, Chitina, Nabesna e McCarthy. Inoltre, a essi bisogna ricorrere se si vuole compiere i tour in kayak da mare che operano nelle vicinanze della baia di Icy. Più a est sulla costa del parco, a bordo di navi da crociera è permesso affiancare e ammirare il ghiacciaio Hubbard, nella baia di Yakutat.
La caccia sportiva e il ricorso alle trappole sono consentiti solo all'interno della riserva; al contrario la caccia di sussistenza compiuta dagli abitanti al posto è permessa sia nel parco sia nella riserva. I regolamenti sulla caccia vengono emessi e salvaguardati congiuntamente dal National Park Service e dall'Alaska Department of Fish and Game, la quale rilascia le licenze di caccia. L'uso di veicoli fuoristrada è limitato a percorsi specifici e sono richiesti permessi per utilizzarli nella riserva.